# 恩格斯广场

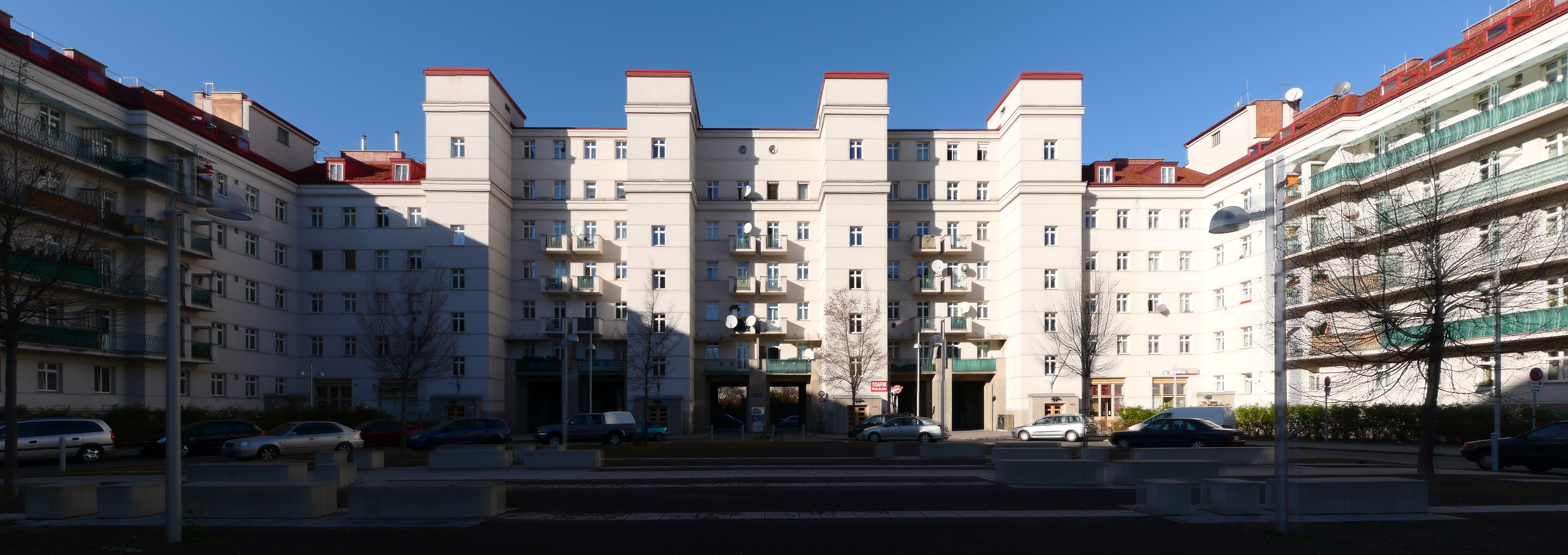
恩格斯广场公共住宅

恩格斯广场（Friedrich-Engels-Platz）是维也纳的一个广场，位于东北部多瑙岛上的布里吉特瑙区（德語：Brigittenau），即第二十区，位于多瑙河河岸附近。广场有电车轨道穿过，并分为各种绿色和公共区域。广场得名于德国政治家，哲学家弗里德里希·恩格斯（Friedrich Engels，1820-1895年）。

## 历史
该广场最初称为“凯撒广场”（Kaiserplatz），1920年命名为“恩格斯广场”（Engelsplatz），1934年更名为“Pater-Abel-Platz”。1946年改为现名。广场上主要是战间期或第二次世界大战之后建造的公共住宅（Gemeindebau）。

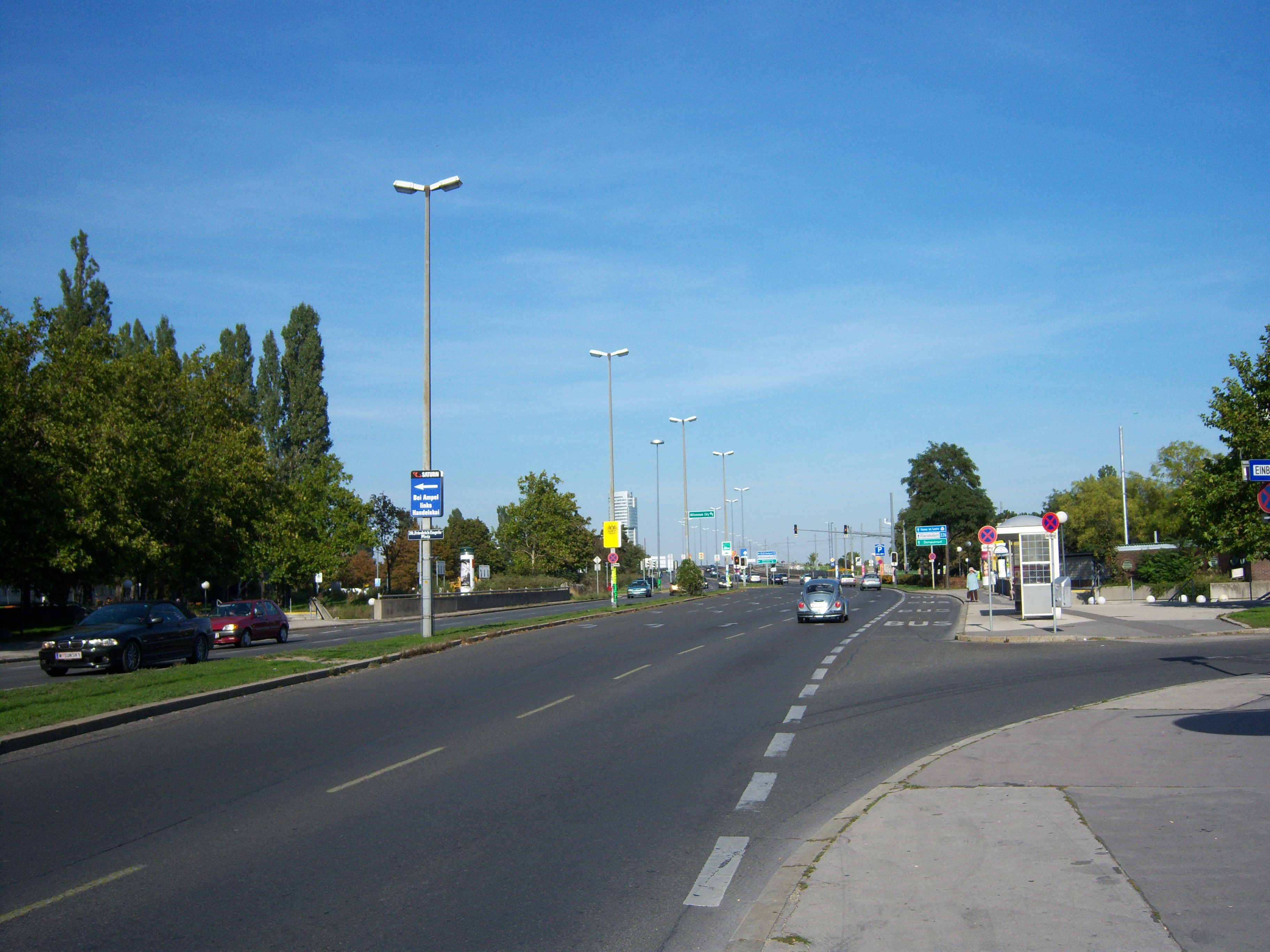
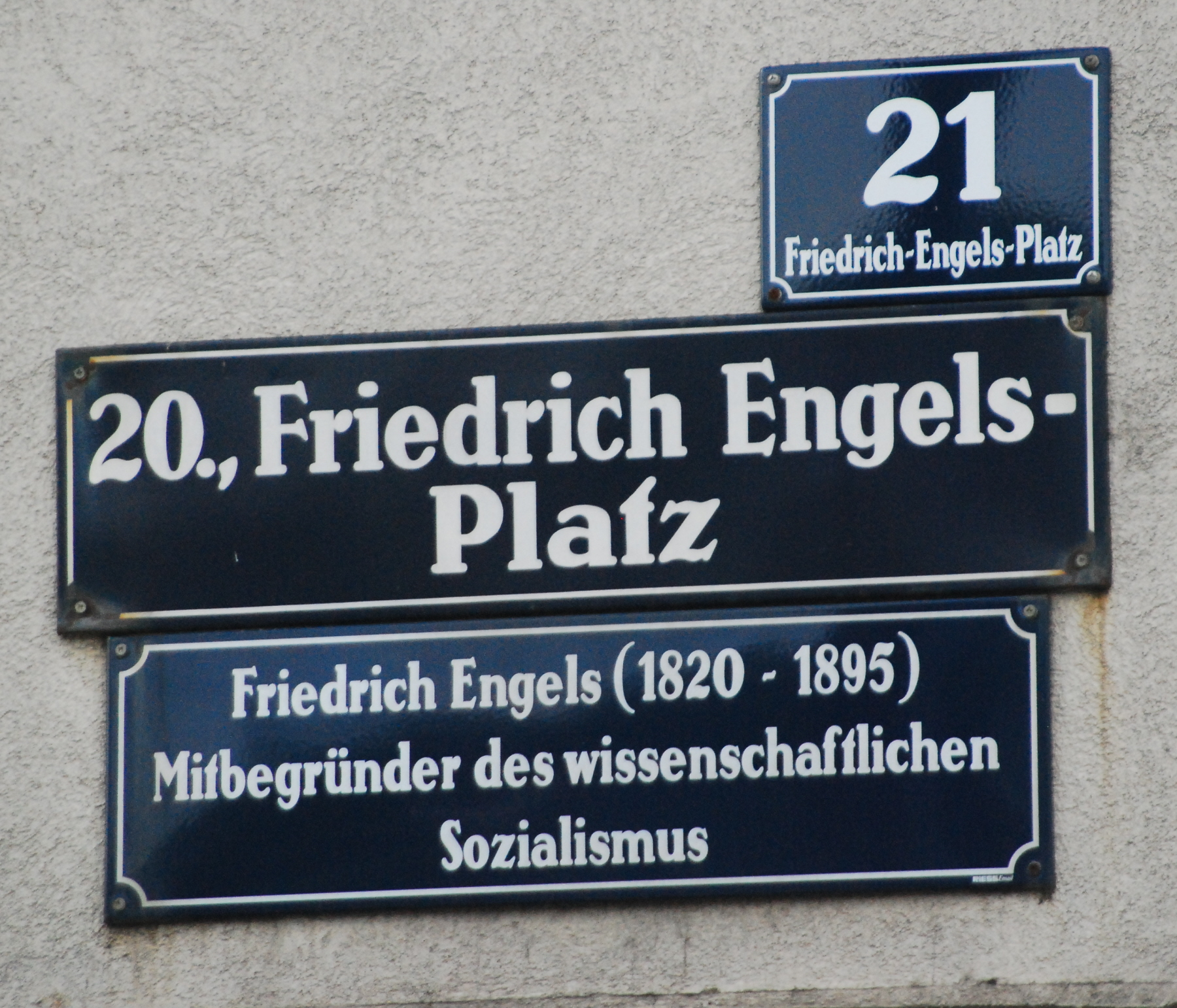
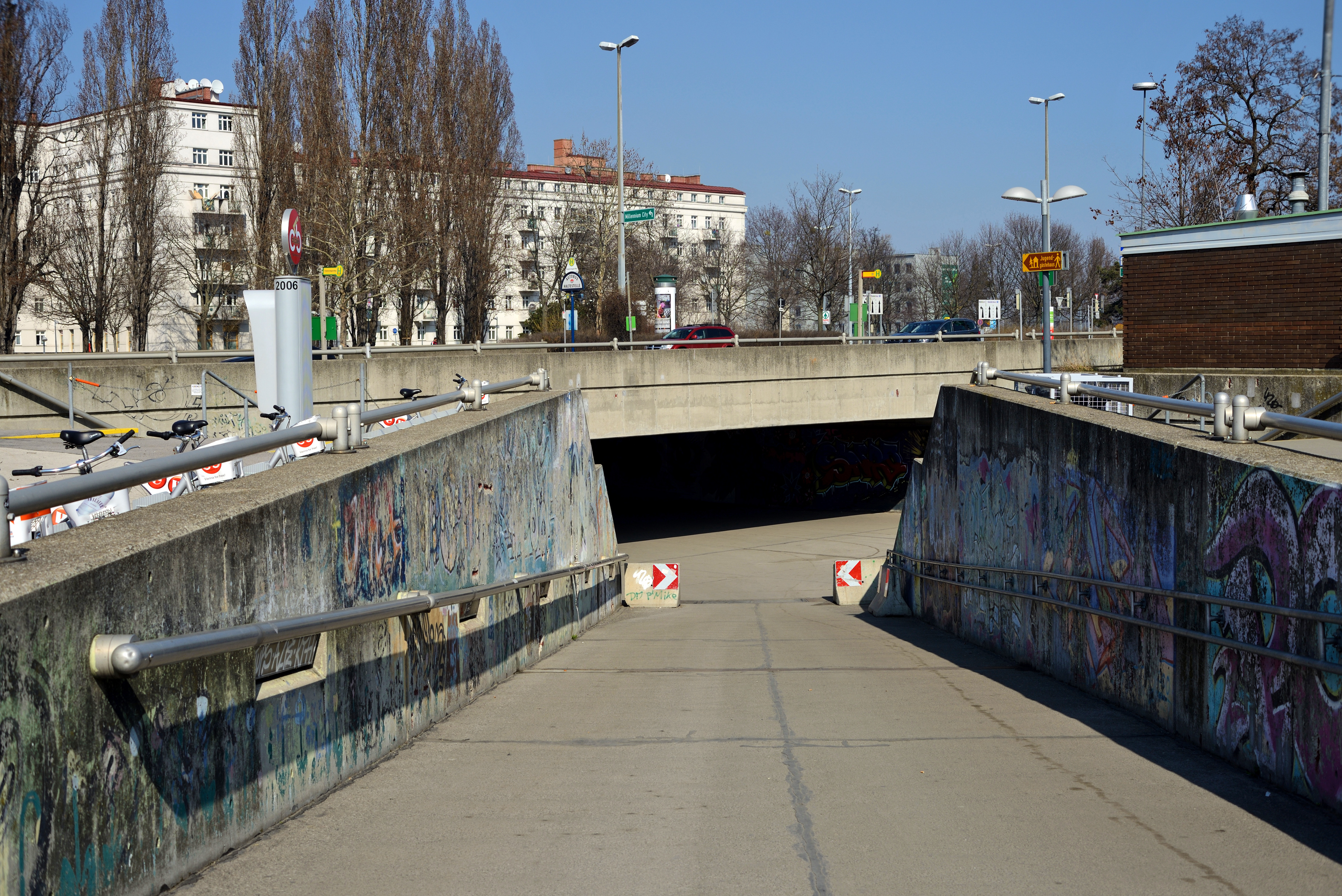
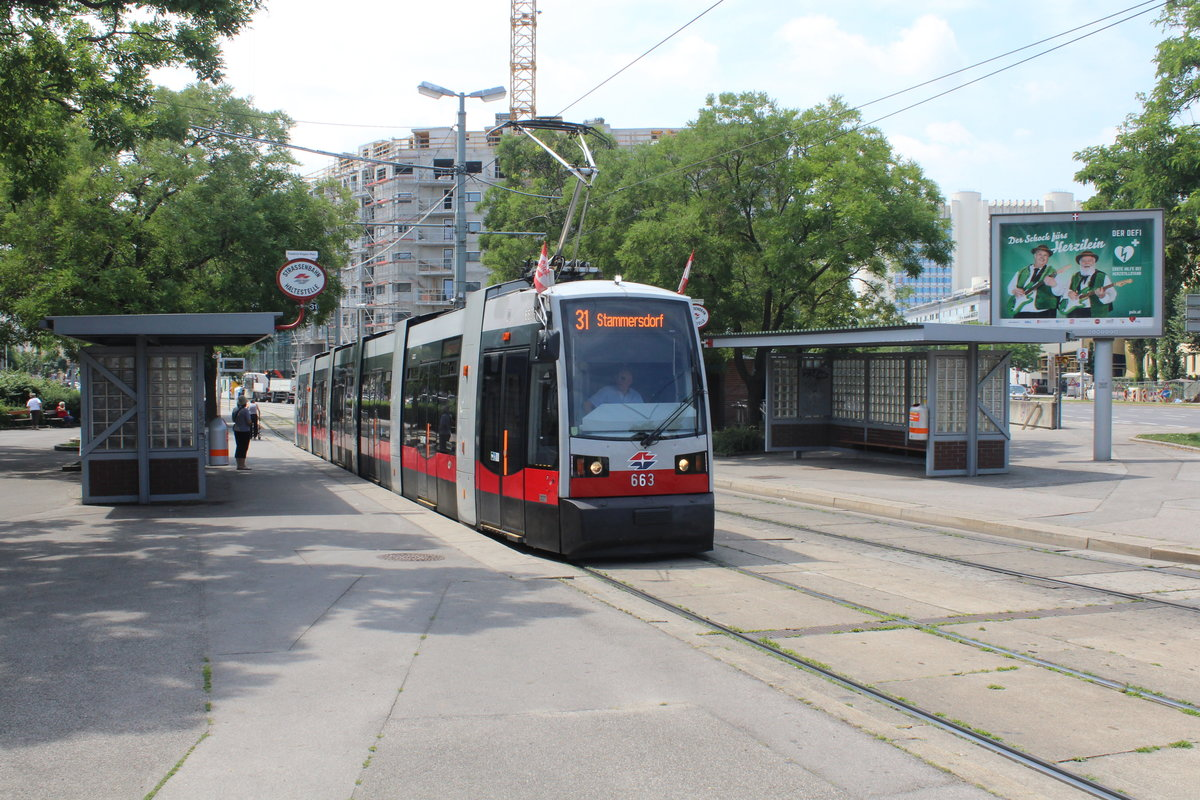
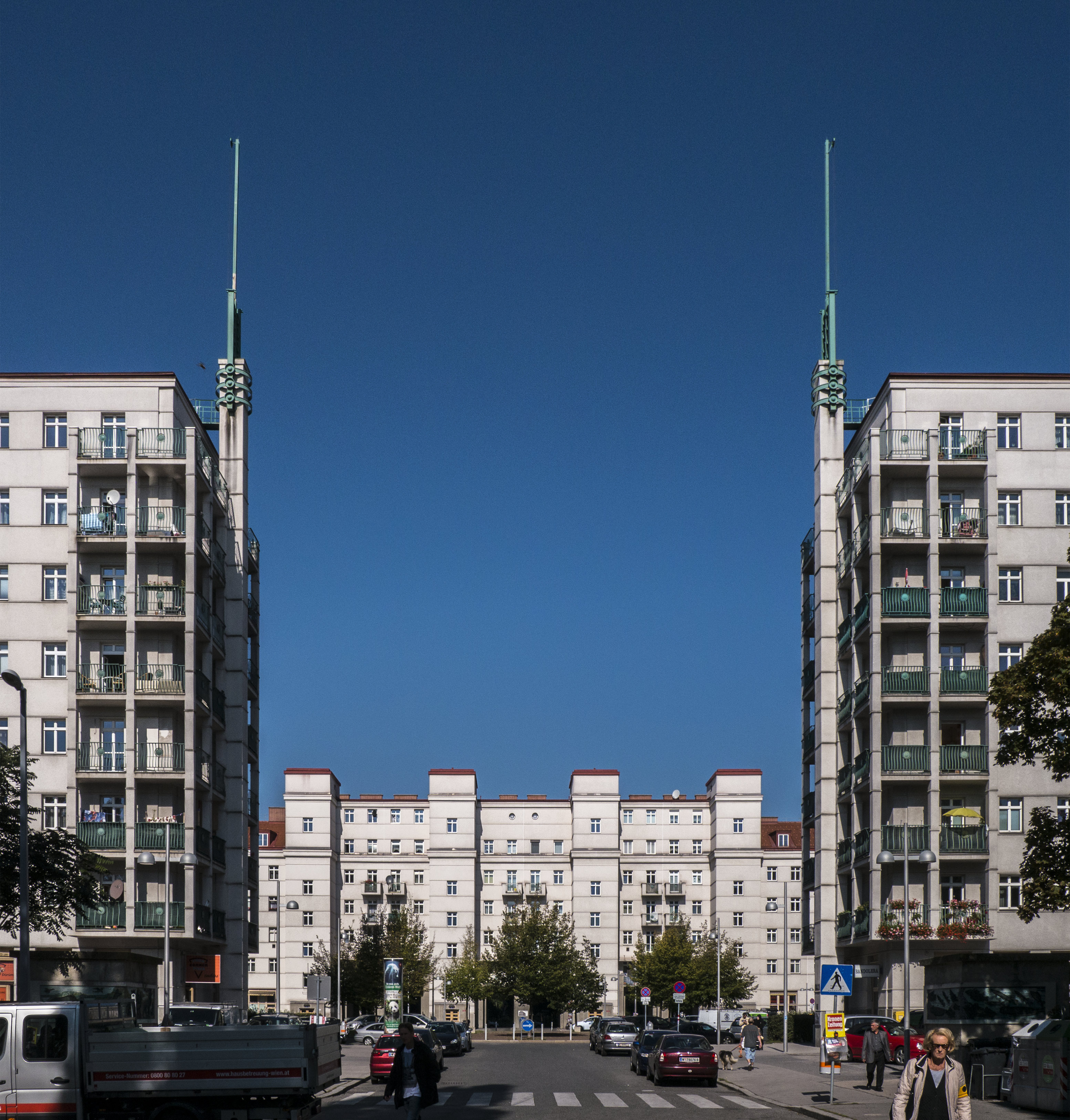
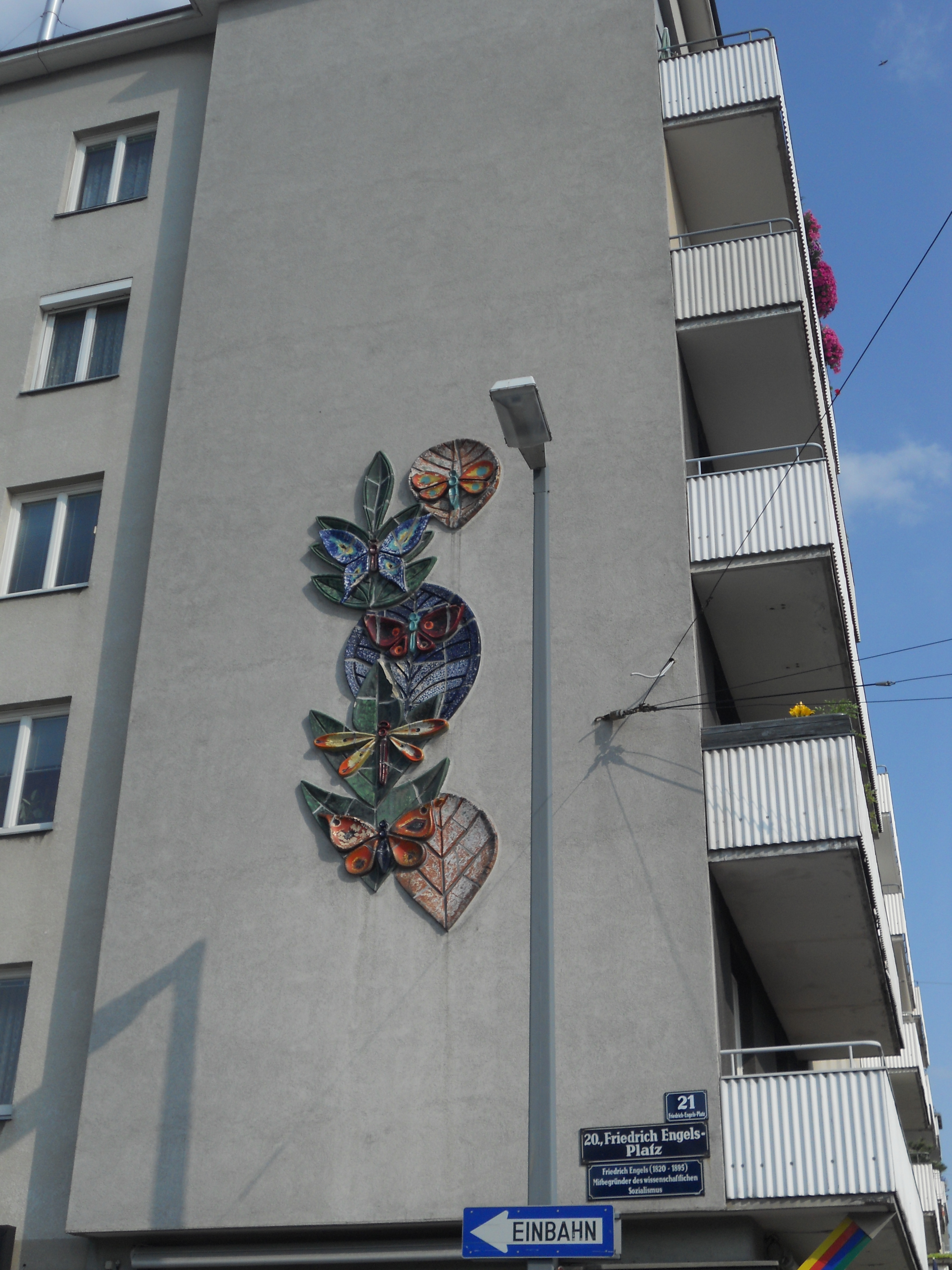